# CD Elá Nguema
Sony Elá Nguema is een Equatoriaal-Guinese voetbalclub uit de hoofdstad Malabo. De club werd van 1984 tot 1991 acht keer op rij landskampioen.

## Erelijst
- Landskampioen

1984, 1985, 1986, 1987, 1988, 1989, 1990, 1991, 1998, 2000, 2002, 2009, 2011
- Beker van Equatoriaal-Guinea

1980, 1981, 1982, 1983, 1992, 1997, 2004